# Ben Somewhen
Ben Somewhen is een compositie voor kamerensemble van de Brit Howard Skempton. Het werk kan vergeleken worden met de Schilderijententoonstelling van Modeste Moussorgsky in die zin dat de muziek geïnspireerd is op kunstwerken van in dit geval Ben Hartley (1933-1996). Daar houdt een eventuele vergelijking dan ook direct op.
Ben Somewhen is de vertaling naar muziek van een aantal tekeningen met afgebrande luciferhoutjes van Hartley. Hartley tekende en schilderde in de stijl van de naïeve kunst, maar dan iets moderner. De muziek van Skempton past daar goed bij. Zijn stijl bestaat uit niet al te complexe muziekstructuren. Het oktaafsgewijs parallel spelen is een van de toegepaste technieken, maar ook een eenvoudige fuga komt voorbij. De stemverdeling binnen het gebruikte instrumentarium is licht gehouden en voorts zijn grote dynamische verschillen een zeldzaamheid. De compositie bestaat uit een aantal losse fragmenten, die niets met elkaar gemeen hebben, anders dan dat ze bij elkaar passen en meestentijds perfect op elkaar aansluiten. Die aansluiting vindt dan wel onopvallend plaats, toch hoor je dat er een ander stukje is begonnen. De sfeer van het werk werd door een criticus vergeleken met het uitzicht vanuit een tearoom op een druilerige dag. Een zekere lichtvoetige somberheid.
Het werk houdt net zoals zijn Kamermuziek abrupt op. Het fragment sluit af aan het eind van een muzikale zin op de grondtoon en dan volgt er ineens niets meer, terwijl je verwacht dat de componist met een nieuw melodietje komt.
Het werk is opgedragen aan Bernard Samuels, die waakt over het werk van Hartley. Tevens is het opgedragen aan de contrabassist van het Birmingham Contemporary Music Group, die opdracht gaf en de première verzorgde.

## Ensemble
Het ensemble bestaat uit dwarsfluit, klarinet, harp, viool, twee cello's en contrabas. De contrabas is binnen het ensemble hier het belangrijkste muziekinstrument; het werk wordt dan ook wel gezien als een contrabasconcertino.
Het boekwerkje Ben Somewhen van Hartley is gemaakt in opdracht van UNICEF en al jaren niet meer te koop.

## Bron en discografie
- NMC Recordings; BCMG; solist John Tuttersdill